# Turkwel-Talsperre
Die Turkwel-Talsperre ist die größte Talsperre Kenias.

## Beschreibung
Sie wurde zwischen 1986 und 1993 in der damaligen Provinz Rift Valley, heute West Pokot County, nahe der kenianisch-ugandischen Grenze zur Nutzung der Wasserkraft errichtet. Zusätzlich zur Stromerzeugung dient die Talsperre auch der Bewässerung. Der gestaute Fluss ist der Turkwel.
Der 35 km lange Stausee ist 65 oder 66 km² groß und hat eine Kapazität von 1,6 Milliarden Kubikmetern. Der Einstau begann bereits 1990 oder 1991.
Die Staumauer ist eine Bogenstaumauer in einer engen Schlucht. Ihre Höhe wird in verschiedenen Quellen mit 150, 153 oder 155 m angegeben.

## Energiegewinnung
Das Wasserkraftwerk hat zwei Francis-Turbinen mit je 53,7 MW, die zusammen eine Leistung von 107,4 MW liefern. Nach anderen Angaben sind es 106 MW. Damit wird ca. 20 % des kenianischen Energiebedarfs gedeckt. Das Kraftwerk wurde 1991 (evtl. auch erst 1993) in Betrieb genommen.
Eigentümer ist die Kerio Valley Development Authority (KVDA). 